# RMS St Helena (1989)
RMS St Helena je tovorna linijska ladja (prevoz tovora in potnikov), ki služi  Britanskemu čezmorskemu ozemlju Sveta Helena. Pluje med Cape Townom in Sveto Heleno, kot redna linija, ki se nadaljuje do otoka Ascension. Za nekatera potovanja od/do namesto Cape Towna občasno služijo tudi Walvis Bay. Dvakrat na leto obišče Portlanda, Dorset s postanki v španskih pristaniščih Vigo (severno) in Tenerife (južno), 14. oktobra 2011 je odplula na zadnjo pot iz angleškega pristanišča. Je ena od le štirih ladij na svetu, ki še vedno nosijo naziv Royal Mail Ship (Kraljeva Poštna Ladja). Domačini, vključno z lokalnimi tiskom ji običajno pravijo kar RMS, da jo nebi zamešali s samim otokom, ki nosi isto ime.

## Ozadje
Pred tem so se na otok Sv. Helene vstavljale ladje linije Union-Castle, ki so vozile med Veliko Britanijo in Južno Afriko. Do sedemdesetih let se je število ladij, ki so vozile po tej progi znatno zmanjšalo leta 1977 pa se je Union-Castel popolnoma umaknil iz proge. Ker na Sv. Heleni ni bilo letališča je morala britanska vlada kupiti ladjo s katero je oskrbovala otok iz Cape Towna.
Za oskrbo Svete Helene je britanska vlada je kupila deloma potniško, deloma tovorno ladjo Northland Prince, po predelavi in preimenovanju je postala prva ladja z imenom RMS St Helena. Prvotno zgrajena leta 1963 je lahko prevažala 3.150 ton in imela prostor za 76 potnikov in zaloge. Med falklandsko vojno je ladjo kot podporno ladjo in minolovec uporabljala britanska mornarica. Do osemdesetih let je postalo očitno, da je ladja premajhna za potrebe otoka, zaradi česar je nastala nova St Helena, zgrajena leta 1989.

## Značilnosti
Novo RMS St Helena je zgradil Hall, Russell & Company v Aberdeenu, v uporabo je prišla leta 1990. St Helena je registrirana kot britansko potniško/tovorna ladja prvega razreda, na njej deluje 56 častnikov in članov posadke.
Da bi zadovoljili potrebe prebivalstva Saint Helena je St Helena opremljen za prevoz raznovrstnega tovora, vključno s tekočinami. Ima tudi prostor za 128 potnikov z vsemi pripadajočimi prostori, vključno z bazenom, trgovino in saloni. Prav tako ima dobro opremljene zdravstvene prostore in zdravnika na krovu.
Zmogljivost ladje je bila leta 2012 povečana z dodatnimi 24 kabinami in novo telovadnico.

## Incidenti
Novembra 1999 se je St Helena na poti na otok pokvarila in je bila prisiljena odpluti v francosko pristanišče Brest na popravilo. Med tem, ko je bila ladja na popravilu, so mnogi ljudje obtičali na otoku saj ni bilo druge poti iz ali na otok. Nastala je panika saj so otočani postali zaskrbljeni zaradi ne-dostve nujno potrebnih zalog. Ta incident je okrepil pozive naj se na otoku zagotovi letališče.
25. avgusta 2000 je St Helena utrpela manjši požar v motornem prostoru, medtem ko je plula od Cardiffa, do Tenerif, na prvem delu svojega potovanja na otok. Nihče ni bil ranjen in ni bilo večje škode.
V marcu in aprilu 2017 je bilo, zaradi tehničnih težav s propelerji, odpovedanih več plovb, zaradi česar je bil otok izoliran medtem ko letališče še vedno ni bilo operirano.

## Prihodnost
Leta 2005 je britanska vlada predstavila načrte za izgradnjo letališča na Sveti Heleni, ki naj bi bilo predvidoma operativno do leta 2010, kar bi vodilo k umiku RMS St Helena iz uporabe. Projekt je bil začasno ustavljen dokler ni bila oktobra 2011 objavljena odobritev projekta z začetkom del leta 2012. Predvideni stroški projekta znašajo 240 milijonov funtov, letališče pa naj bi se odprlo v prvem četrtletju leta 2016. Zaradi striženje vetra je vlada Sv. Helene 26. aprila 2016 napovedala, da bo preložila odprtje Letališča Sveta Helena. RMS St Helena je bila dana v razgradnjo londonskemu ladjarju CW Kellock, vendar zaenkrat še vedno v uporabi.
Potovanje, ki je bila prvotno predvideno kot njeno zadnja, se je začelo 14. junija 2016 v Združenem kraljestvu in se je končalo 15. julija v Cape Townu s postanki na Tenerifah, otoku Ascension in Sv. Heleni. Kot del poslovilnega potovanja je Royal Mail (Kraljeva Pošta) organizirala izmenjavo pisem z učenci iz Cardiffa in Sv. Helene. Zaradi odloga odprtja letališča je časovni načrt RMS St Helene podaljšan le kot začasni ukrep. Ladja naj bi plula do julija 2017 nato pa do februarja 2018.  Z odprtjem Letališča Sveta Helena in začetkom rednih potniških letov, ki so se začeli 14. oktobra 2017, je predvideno, da se bo RMS St Helena umaknila iz uporabe februarja 2018.